# スタンピード (映画)
『スタンピード』（原題：The Rare Breed）は、1966年制作のアメリカ合衆国の西部劇映画。アンドリュー・V・マクラグレン監督、ジェームズ・ステュアート主演。

## あらすじ
19世紀末、夫を亡くしたイギリス人のマーサは娘のヒラリーと共にたくさんの牛を連れてアメリカ・セントルイスにやって来た。彼女は英国原産のヘレフォード種という角のない牛をアメリカに移入しようと考えていた。
だが、当時のアメリカではロングホーン種という角の長い牛が幅をきかせていたため、雌牛は全てただの乳牛として買い取られてしまったが、1頭だけ連れてきた雄牛はテキサスの牧場主ボーウェンに2000ドルの高値で買い取られた。
そこでマーサはカウボーイのサムを雇い、雄牛をボーウェンのもとに送り届けるため、一路テキサスを目指す。だがその行く手には、雄牛の横取りを企む牧場主の妨害や大自然の猛威が次々と立ちはだかる。

## キャスト
| 役名                       | 俳優                     | 日本語吹替 | 日本語吹替 |
| 役名                       | 俳優                     | TBS版      | ソフト版   |
| -------------------------- | ------------------------ | ---------- | ---------- |
| サム・バーネット           | ジェームズ・ステュアート | 家弓家正   | 有川博     |
| マーサ・エヴァンス         | モーリン・オハラ         | 寺島信子   | 小野洋子   |
| アレクサンダー・ボーウェン | ブライアン・キース       | 小林清志   | 樋浦勉     |
| ヒラリー・エヴァンス       | ジュリエット・ミルズ     | 上田美由起 | 高橋理恵子 |
| ディーク・サイモンズ       | ジャック・イーラム       |            | 水野龍司   |
| ジェイミー・ボーウェン     | ドン・ギャロウェイ       | 仲村秀生   | 森川智之   |
| チャールズ・エルズワース   | デヴィッド・ブライアン   | 塩見竜介   |            |
| ジェフ・ハーター           | ベン・ジョンソン         | 村松康雄   |            |
| エド・メイブリー           | ハリー・ケリー・ジュニア |            |            |
| フアン                     | ペリー・ロペス           |            |            |

※TBS版：『月曜ロードショー』1971年8月9日放送